# Die Nibelungen (2004)
Die Nibelungen ist ein TV-Film von Uli Edel aus dem Jahr 2004, der Motive und Personen des mittelhochdeutschen Heldenepos Nibelungenlied, des dem Siegfried-Stoff ähnlichen nordischen Sagenkreises um Sigurd und aus Richard Wagners Operntetralogie Der Ring des Nibelungen miteinander verwebt.
Der Erstausstrahlung erfolgte am 29. und 30. November 2004 bei Sat.1.

## Handlung

### Erster Teil
Der kleine Siegfried erwacht aus dem Schlaf und bemerkt, dass sein elterliches Schloss in Xanten von einem großen Heer Sachsen angegriffen wird. Siegfried muss mit ansehen, wie sein Vater, König Siegmund, von den Brüdern Thorkwin und Thorkil, den Anführern der Feinde, getötet wird. Seine Mutter, Königin Sieglind, flüchtet mit ihm und einigen Leibwächtern durch eine Geheimpforte aus der Burg. Auf dem Weg zum Fluss werden alle außer Siegfried und seiner Mutter getötet, seine Mutter schiebt einen Baumstamm mit ihm in die Strömung des Flusses, ehe sie ein Pfeil tödlich trifft. Am nächsten Morgen wird der Junge, der über Nacht sein Gedächtnis verloren hat, vom Waffenschmied Eyvind gefunden. Eyvind zieht ihn als Sohn auf, gibt ihm den Namen Eric und bringt ihm das Schmiedehandwerk bei.
Zwölf Jahre später ist Eric zu einem kräftigen jungen Mann herangewachsen und führt mit seinem Ziehvater zusammen die Schmiede. Eines Tages fährt ein Schiff mit Nordmännern am Fluss an der Schmiede vorbei und Eric erblickt an Bord eine wunderschöne blonde Kriegerin, welche sofort sein Interesse weckt. In der folgenden Nacht stürzt in der Nähe ein Meteor auf die Erde. Eric begibt sich zur Absturzstelle und gerät dort in einen Kampf mit einem verhüllten Gegner. Er wirft ihn zu Boden und stellt fest, dass es sich um die schöne Frau vom Schiff handelt. Sie gibt sich ihm als Islands Königin Brunhild zu erkennen und verrät ihm, dass er der erste Mann sei, der sie im Kampf besiegt habe. Die beiden verlieben sich unsterblich ineinander und verbringen eine gemeinsame Nacht am glühenden Kraterrand der Absturzstelle. Die Wege der beiden trennen sich vorerst wieder, jedoch schwören sie einander, eines Tages wieder zusammenzufinden und zu heiraten. Zudem nimmt sich jeder eine Hälfte des zerbrochenen Meteors mit, um eine starke Waffe daraus zu schmieden.
Bald darauf fahren Eric und Eyvind mit dem Boot nach Worms, um dem dortigen König Gunther von Burgund eine bestellte Waffenlieferung zu bringen. Am Flussufer sehen sie zerstörte Dörfer und erfahren, dass der schreckliche Drache Fafnir erwacht ist und das Land mit Tod und Leid überzieht. Am Hofe begegnet Eric auch der hübschen Kriemhild, der Schwester des Königs. Diese ist auf den ersten Blick hingerissen von Eric, welcher aufgrund seiner Zuneigung zu Brunhild diese Liebe nicht erwidern kann. Alle bisherigen Versuche, den Drachen zu töten, schlugen fehl. Bei einem weiteren Versuch wird König Gunther verletzt. Daher entscheidet sich Eric, es selbst zu versuchen. Aus dem Metall des Meteors schmiedet er sich ein meisterhaftes Schwert und tauft es auf den Namen Balmung, nach dem Schwert des letzten Königs von Xanten.
Eric begibt sich zu Fafnirs Höhle und stellt sich mit seinem neuen Schwert dem Ungeheuer. Es kommt zu einem dramatischen Kampf und obwohl der Drache überlegen zu sein scheint, schafft es Eric, in einer Grube am Boden verborgen, dem Monster von unten das Herz zu durchbohren und zu töten. Nach dem gewonnenen Kampf kostet er das Drachenblut, worauf sich seine Sinne schärfen und er die Sprache der Tiere verstehen kann. Vögel empfehlen ihm, ein Bad im Blut des Drachen zu nehmen. Tatsächlich badet Eric im Drachenblut und bekommt dadurch eine stahlharte, undurchdringliche Haut. Nur eine Stelle am Schulterblatt bleibt verwundbar, da sich beim Bade dort unbemerkt ein Eichenblatt auf die Haut legte. Im hinteren Teil der Höhle findet Eric Berge von Gold; den uralten Schatz der Nibelungen, welchen der Drache bewachte. Daraufhin erscheinen die Nibelungen, nebelhafte Geistwesen, und erklären Eric, dass sie die eigentlichen Besitzer des Schatzes sind. Sie warnen Eric vor dem Fluch des Schatzes, der jedem Dieb eines einzigen Stückes den Tod bringe. Doch dieser will nicht darauf hören und steckt sich den ältesten Teil des Schatzes, den Ring der Nibelungen, an, dessen Träger Besitzer des Schatzes wird. Vor der Höhle wird Eric augenscheinlich von einem Klon seiner selbst angegriffen, welcher den Schatz für sich  will. Er kann Eric jedoch aufgrund dessen unverwundbarer Haut nicht töten und wird von ihm überwältigt. Es zeigt sich, dass der Doppelgänger der Zwerg Alberich ist, der Eric für die Verschonung seines Lebens die von ihm soeben verwendete magische Tarnkappe überlässt, mit welcher der Träger jede beliebige Gestalt annehmen kann.
Zurück in Worms wird Eric vom Volk als Drachentöter und Retter gefeiert. Kriemhilds Gefühle für Eric werden immer größer. König Gunther erklärt sich bereit, den Nibelungenschatz für Eric zu verwahren. Dies führt jedoch auch zu Neid und Habgier der Nachbarn des Königreiches und schon bald rücken die Sachsen an.
Eine große Schlacht zwischen beiden Armeen steht unmittelbar bevor, doch Eric fordert als Eigentümer des Schatzes die beiden Anführer der Feinde, Thorkwin und Thorkilt, zum Kampf heraus. Im Kampf kehrt Erics Erinnerung zurück und er erkennt in den Gegnern die Mörder seines Vaters. Er besiegt das Duo und gibt sich ihnen nun als der zu erkennen, der er eigentlich ist: Siegfried, König von Xanten. Zwar verschont er die Zwillingskönige, doch als sie ihn hinterrücks erneut angreifen, streckt er sie mit tödlichen Schwerthieben zu Boden; das sächsische Heer legt seine Waffen nieder.
Gunther ist begeistert von Siegfried und schmiedet einen Plan, sein Königshaus mit Siegfrieds Haus durch eine Vermählung zu vereinen. Dazu beauftragt er seinen Vertrauten Hagen von Tronje. Hagen wendet sich an den Zwerg Alberich, seinen verhassten leiblichen Vater, und lässt sich von ihm einen Zaubertrank brauen. Dann bietet Hagen Kriemhild den Zaubertrank an. Diese sagt zwar, dass es ein Unrecht ist, nimmt ihn aber aufgrund ihrer Liebe zu Siegfried an. Der Vergessenstrank führt dazu, dass Siegfried alle Gefühle für andere Frauen vergisst und sich sofort in Kriemhild verliebt.

### Zweiter Teil
Der Plan von Gunther und Hagen geht auf, als Kriemhild Siegfried den Liebestrank in den Wein schüttet. Sofort vergisst dieser sämtliche Gefühle für seine geliebte Brunhild und entflammt in Liebe zu Kriemhild. Er teilt Gunther und Hagen sein Vorhaben mit, sie sogleich zu ehelichen und sich alsdann mit ihr nach Xanten zu begeben. Doch Hagen erklärt, dass es ein Gesetz gäbe, dass vor den Geschwistern der König selbst verehelicht sein müsste. Gunther gibt bekannt, dass er Brunhild, Königin von Island, zu seiner Frau machen will. Dazu muss er sie im Zweikampf besiegen, was noch kein Mann geschafft hat. Siegfried solle mit Hilfe seiner magischen Tarnkappe in Gestalt des Königs gegen Brunhild antreten. Siegfried erzählt, dass er bereits gegen sie gekämpft habe, willigt nach einigem Zögern ein und reist mit Gunther und seinem Gefolge nach Island. Zuvor steckt er Kriemhild als Beweis seiner Liebe den Ring der Nibelungen an.
In Island ist Brunhild überglücklich, Siegfried endlich wiederzusehen, ist jedoch völlig irritiert, als Siegfried abweisend erklärt, lediglich Begleiter Gunthers zu sein. Gunther erklärt Brunhild, dass er sie zur Frau nehmen will und ihre Herausforderung annehme. Vor dem Kampf verwandelt sich Siegfried in Gunther. Während des Kampfes auf einem vereisten Fluss gerät Brunhild auf einer auf einen Wasserfall zutreibenden Eisscholle stehend in Lebensgefahr und wird in letzter Sekunde von Siegfried gerettet. Daraufhin erklärt sie sich trotz Widerwillen bereit, Gunthers Gemahlin zu werden. Auf der Überfahrt will Gunther, dass Siegfried sein und seines Bruders Giselher Blutsbruder wird. Da sich Siegfried wegen seiner Unverwundbarkeit nicht wie die anderen ins Handgelenk ritzen kann, ritzt er sich am Schulterblatt. Die Offenbarung seines Geheimnisses wird von Hagen belauscht. In Worms konfrontiert Brunhild Siegfried mit ihrem gegenseitigen Versprechen und fragt ihn, was mit seiner Liebe zu ihr passiert sei. Doch dieser kann sich aufgrund des Zaubertrankes an nichts mehr erinnern und weist Brunhild wiederum ab, was diese zur Aussage bringt: Um im Leben wieder Freude empfinden zu können, müsse sie nun die Liebe zu ihm vergessen. Es kommt zur Doppelhochzeit Gunthers mit Brunhild und Siegfrieds mit Kriemhild und einem Schaukampf mit den Waffen aus dem Meteor – Speer gegen Schwert – der sich ehemals Versprochenen.
Jedoch verläuft Gunthers Hochzeitsnacht mit Brunhild nicht nach seinen Vorstellungen: Sie lässt ihn nicht bei ihr im Bett, sondern gefesselt am Fußboden liegen und erklärt, dass ihre übernatürliche Stärke von ihrem Zaubergürtel stamme, den er ihr schon abnehmen müsse, wenn er sie als Gemahlin gefügig machen wolle. Um überhaupt einen Erben zeugen zu können, sieht sich der verzweifelte Gunther gezwungen, erneut Siegfried um Hilfe zu bitten. Widerwillig nimmt dieser mit der Tarnkappe ein weiteres Mal Gunthers Gestalt an und entreißt Brunhild den Gürtel. Doch dieses Vorgehen wird von Giselher und Kriemhild bemerkt. Eine Tragödie entwickelt sich, als am folgenden Tag Kriemhild mit Brunhild vor der Kirche aneinandergerät und die Täuschung öffentlich preisgibt. Brunhild ist außer sich vor Wut und sinnt auf Rache an Siegfried. Auch der hilflose Gunther will diese für ihn schändliche Tatsache irgendwie aus der Welt schaffen, um sein Ansehen wiederherzustellen und stimmt schließlich Hagen und Brunhilds Ansinnen zu, Siegfried zu ermorden.
Der Verrat findet tags darauf auf einer großen Jagd statt, einen Tag vor der geplanten Abreise Siegfrieds und Kriemhilds nach Xanten. Siegfried entfernt sich vom Waldlager, um sich in einem Bach das Blut der Tiere von den Händen zu waschen. Er wird von Hagen verfolgt, der seine einzig verwundbare Körperstelle mit einem Speer durchbohrt. Dem sterbenden Siegfried kehrt die Erinnerung an Brunhild zurück. Diese wird währenddessen im Schloss von Kriemhild aufgesucht, die den Gürtel zurückgibt. Brunhild erzählt von ihrer Liebe und der Veränderung Siegfrieds. Unter Tränen beichtet Kriemhild der entsetzten Brunhild die Zauberei.
Zurück in der Stadt, stellt Gunther Siegfrieds Tod als Hinterhalt der Sachsen dar. Doch Kriemhild enttarnt Gunthers Neid und Habgier und wirft ihm den Ring der Nibelungen vor die Füße. Hagen und Gunther beginnen, mit den Schwertern um den Ring zu kämpfen. Hagen ersticht den König, nimmt den Ring an sich und ködert mit dem Versprechen auf Gold Verbündete aus Gunthers Reihen. Doch Brunhild tötet die Überläufer und enthauptet Hagen. Kriemhild und Giselher bestatten Siegfried auf alte, heidnische Weise auf einem brennenden Schiff im Rhein, mitsamt dem Schatz. Auf dem Schiff stößt sich Brunhild Siegfrieds Schwert in den Bauch und folgt ihm in den Tod. Der Fluch der Nibelungen hat sich erfüllt, auf dem Grund des Flusses befindet sich der Schatz wieder bei seinen rechtmäßigen, unsterblichen Besitzern.

## Hintergrund
Gedreht wurde von 17. November 2003 bis Februar 2004 in Südafrika.
Die Tandem-Communications-Produktion war der Einschaltquote nach die erfolgreichste Miniserie des Jahres 2004. Den ersten Teil Der Fluch des Drachen sahen 7,98 Millionen Zuschauer bei einem Gesamtmarktanteil von 30,2 Prozent, den zweiten Teil Liebe und Verrat verfolgten 7,21 Millionen Zuschauer bei einem Gesamtmarktanteil von 21,8 Prozent. Das deutsche Titellied Lebenslicht wurde von Barbi Schiller gesungen.

## Kritik
Die Nibelungen erreichte bei der Erstausstrahlung hohe Einschaltquoten.
In den Rezensionen der Tageszeitungen wurde kritisiert, dass der Film sich in vielen Details nicht an die im Titel angekündigte Vorlage halte, etwa was Siegfrieds oder Hagens Herkunft betrifft. Stattdessen mache der Film viele Kompromisse, um den Stoff an eine Fernsehverfilmung anzupassen. So wurden mehrere Elemente anderer bzw. ähnlicher Sagen, vor allem der Völsunga-Saga mit ihren Hauptheld Sigurd, größtenteils in der Überarbeitung als Der Ring des Nibelungen von Richard Wagner integriert – zum Beispiel die Darstellung der Figur des Hagen oder Siegfrieds Verlobung mit Brunhilde. Einige Handlungen sind wiederum frei erfunden. Die schauspielerische Leistung vor allem Fürmanns wurde aber meist positiv hervorgehoben, ebenso wie die technische Umsetzung.

„[...] Ein Nationalepos ist es nicht geworden, aber spannend allemal! [...]“

„Müßte man nicht die Rezeption des Nibelungenlieds als deutsches Trauma auch in einem aktuellen Unterhaltungsfilm, gerade in einem Fernsehfilm, der sich als ‚TV-Event des Jahres‘ anpreist, mitbedenken? Muß man, soll man, kann man damit punkten? In Uli Edels zwei Abende füllender Hochglanzproduktion ‚Die Nibelungen‘ […] heißt die Antwort, wie in anderen Verfilmungen zuvor: Ach nee. Aber hier wird die Naivität zur Schablone gemacht und kurzerhand vom Nibelungenstoff und den Abenteuern Jung-Siegfrieds, wie sie auch durch die Lieder-Edda, die Wälsungensage und natürlich den Ring von Wagners Gnaden auf uns gekommen sind, alles weggelassen, was schwierig sein könnte, dann der Rest der nun selbstvergessenen Motive und Schlüsselreize – Drache, Schatz, Zwerg, Schwert, Ring und so weiter – wie Konfetti in die Luft geworfen und so benutzt, wie die bunten Teilchen grad so runterfallen. Konflikte, Binnenlogik und wer da wen umbringt: alles völlig unwichtig.“

„[...] Filmemacher Uli Edel bastelte aus dem faszinierenden Stoff einen leicht verdaulichen Fantasy-Zweiteiler mit Benno Fürmann in der Rolle des Recken Siegfried. [...]“

## Auszeichnungen
- 2005 – DIVA-Award – Der Deutsche TV-Movie-Preis
- 2005 – Goldene-Kamera-Nominierung für Benno Fürmann als Bester Schauspieler (auch Kleine Schwester und Wolfsburg)